# Cyclophoroidea
Die Cyclophoroidea sind eine Überfamilie auf dem Land lebender Schnecken aus der Ordnung der Architaenioglossa (Caenogastropoda). Die arten-, gattungs- und familienreiche Überfamilie ist überwiegend in wärmeren Regionen der Alten und Neuen Welt beheimatet.

## Merkmale
Die rechts- oder linksgewundenen Gehäuse sind sehr vielgestaltig. Die Gehäuseform variiert von scheibenförmig bis turmförmig, und sogar irreguläre Formen kommen vor. Der Deckel kann verkalkt oder unverkalkt sein. Die Tiere sind getrenntgeschlechtlich. Die Radula ist taeniogloss. 

## Geographische Verbreitung und Lebensraum
Die Arten der Überfamilie kommen fast weltweit in warmen Klimabereichen vor. 

## Systematik
- Überfamilie Cyclophoroidea Gray, 1847
  - Familie Cyclophoridae Gray, 1847
    - Unterfamilie Alycaeinae Blanford, 1864
    - Unterfamilie Cyclophorinae Gray, 1847 (wird von Bouchet & Rocroi, 2005 in fünf Tribus unterteilt)
    - Unterfamilie Spirostomatinae Tielecke, 1940

  - Familie Mulmnadeln (Aciculidae) Gray, 1850
  - Familie Craspedopomatidae Kobelt & Möllendorff, 1898
  - Familie Diplommatinidae L. Pfeiffer, 1857
  - Familie Walddeckelschnecken (Cochlostomatidae) (Unterfamilie von Diplommatinidae bei Bouchet & Rocroi, 2005, in den Familienrang angehoben durch Webster et al., 2012)
  - †Familie Ferussinidae Wenz, 1923
  - Familie Maizaniidae Tielecke, 1940
  - Familie Megalomastomatidae Blanford, 1864
  - Familie Neocyclotidae Kobelt & Möllendorff, 1897
    - Unterfamilie Neocyclotinae Kobelt & Möllendorff, 1897
    - Unterfamilie Amphicyclotinae Kobelt & Möllendorff, 1897

  - Familie Pupinidae L. Pfeiffer, 1853
    - Unterfamilie Pupininae L. Pfeiffer, 1853
    - Unterfamilie Liareinae Powell, 1946
    - Unterfamilie Pupinellinae Kobelt, 1902

## Belege